# Paul Fiedler von Jürgen
Paul Josef Julius Fiedler von Jürgen (23. června 1861 Zeltweg – 24. dubna 1919 Štýrský Hradec) byl rakousko-uherský admirál. Jako absolvent námořní akademie sloužil u c. k. námořnictva od roku 1878. Za první světové války byl velitelem křižníkové flotily a nakonec velitelem námořní základny v Pule. V roce 1917 dosáhl hodnosti admirála a v roce 1918 byl povýšen do šlechtického stavu.

## Biografie

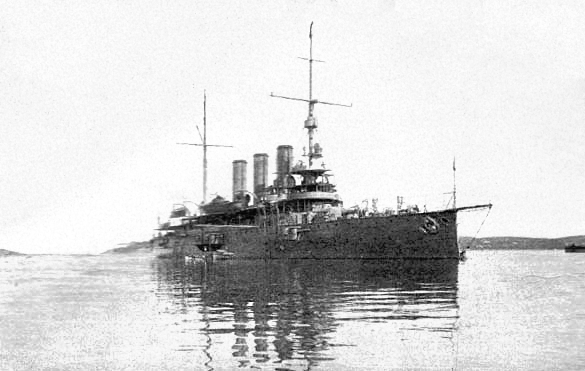
Pancéřový křižník SMS Sankt Georg, vlajková loď admirála Fiedlera za první světové války

Byl synem ředitele továrny Julia Fiedlera a dětství prožil ve svém rodišti. První vzdělání získal ve Wolfsbergu a po reálce v Klagenfurtu studoval na C. k. námořní akademii v Rijece (1874–1878). K námořnictvu nastoupil v roce 1878 jako kadet a sloužil na různých lodích, působil také u Hydrografického úřadu v Pule (1880–1881). V roce 1883 byl povýšen na praporčíka a mimo jiné sloužil na výcvikových lodích. Postupoval v hodnostech (poručík II. třídy 1890, poručík I. třídy 1893). Jako navigační důstojník na korvetě SMS Fasana absolvoval cestu kolem světa (1891–1893), později na jachtě SMS Greif doprovázel císařovnu Alžbětu a korunní princeznu Štěpánku (1893). V letech 1896–1897 navštěvoval školu pro důstojníky dělostřelectva, působil u námořních základen v Pule a Terstu. V letech 1897–1898 se zúčastnil expedice do Rudého moře a mezitím dostal pod velení menší válečná plavidla.
V roce 1901 byl povýšen na korvetního kapitána a v letech 1902–1903 byl zástupcem přednosty oddělení námořních zpravodajských služeb a v letech 1904–1906 působil u Námořního technického výboru. Mezitím v roce 1905 získal hodnost fregatního kapitána a v letech 1906–1907 byl šéfem štábu eskadry, poté byl několik let velitelem admirálské jachty SMS Lacroma se souběžným přidělením k námořnímu sborovému velitelství v Pule. K datu 1. května 1908 byl povýšen na kapitána řadové lodi a v letech 1908–1910 byl velitelem výcvikové lodi SMS Custozza, na jaře 1909 byl krátce velitelem křižníku SMS Sankt Georg Jako velitel bitevní lodi SMS Radetzky vykonal v červnu 1911 plavbu do Anglie a zúčastnil se námořní přehlídky ve Spitheadu na počest korunovace krále Jiřího V.
K datu 1. května 1912 byl povýšen na kontradmirála a jako velitel křižníkové flotily se podílel na mobilizaci námořnictva během balkánských válek. V říjnu 1913 převzal vedení námořního arzenálu v Pule a dne 1. května 1914 získal hodnost viceadmirála. Za první světové války byl jeho vlajkovou lodí křižník SMS Sankt Georg, s nímž opět velel křižníkové flotile. Po vstupu Itálie do války na straně Dohody vedl několik útoků proti italskému pobřeží. V březnu 1917 byl jmenován velitelem námořní základny a pevnosti v Pule a k datu 1. května 1917 získal hodnost admirála. V únoru 1918 měl výrazný podíl na potlačení vzpoury v Boce Kotorské. Od března 1918 byl již jen velitelem pevnosti v Pule a v srpnu 1918 byl bez bližšího zařazení přidělen k námořnímu sborovému velitelství.
Po zániku monarchie byl k datu 1. ledna 1919 penzionován a zemřel krátce poté ve Štýrském Hradci, kde byl pohřben v evangelické části hřbitova St Peter.
V roce 1903 se oženil s uherskou šlechtičnou Julií Kenessey von Kenesse (1885–1977), měli spolu tři děti.

## Tituly a ocenění

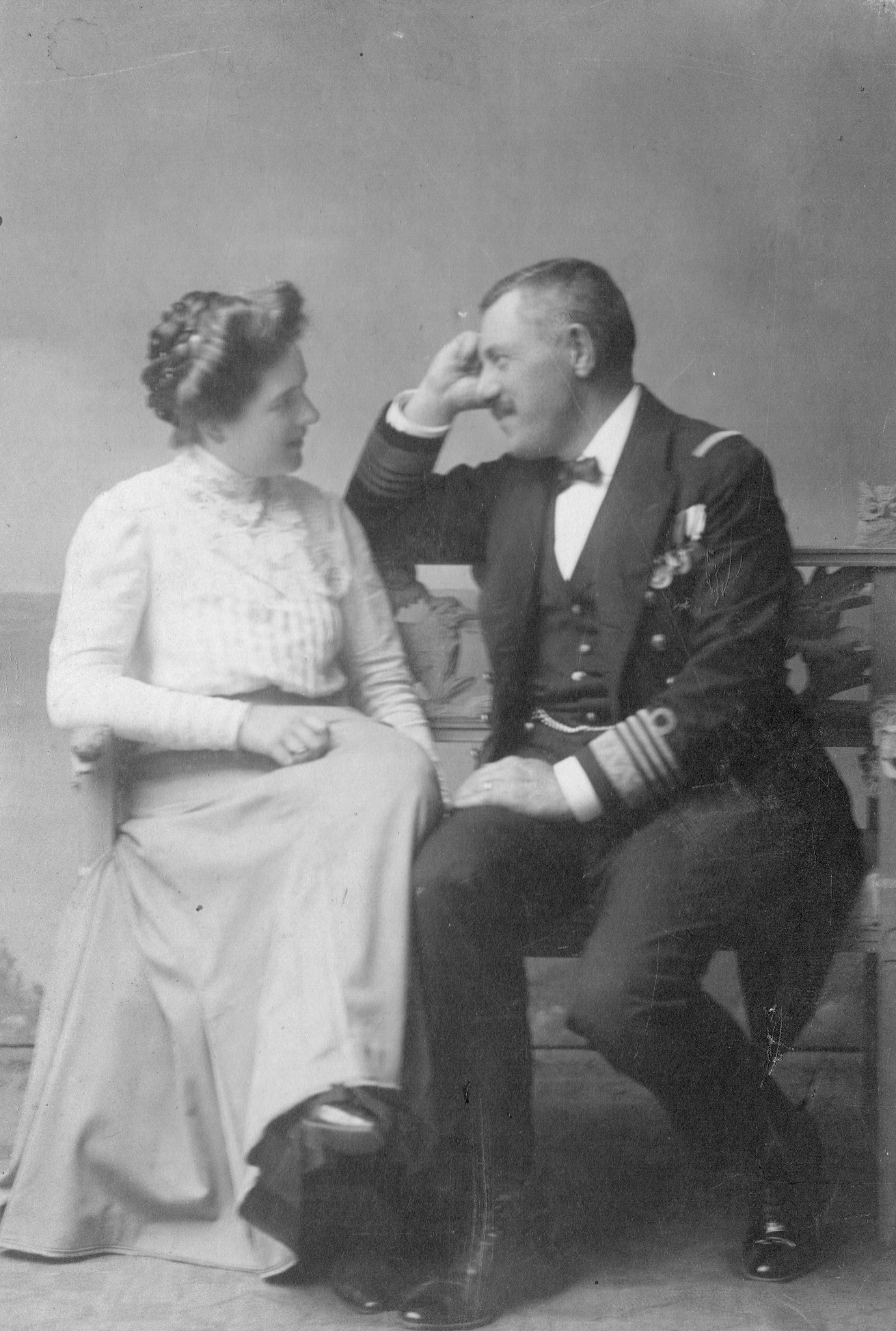
Linienschiffskapitän Paul Fiedler s manželkou Julií Kenessey von Kenesse, Pula, červen 1909

Jako velitel námořní základny v Pule obdržel v roce 1918 titul c. k. tajného rady s nárokem na oslovení Excelence. Téhož roku byl později povýšen do šlechtického stavu s predikátem Edler von Jürgen (25. června 1918). Byl nositelem řady vyznamenání v Rakousku-Uhersku i v zahraničí.

### Rakousko-Uhersko
- Jubilejní pamětní medaile (1898)
- Služební odznak pro důstojníky III. třídy (1903)
- Vojenský záslužný kříž (1908)
- Vojenský jubilejní kříž (1908)
- Řád železné koruny III. třídy (1911)
- Mobilizační kříž (1913)
- Služební odznak pro důstojníky (1913)
- rytířský kříž Leopoldova řádu s válečnou dekorací (1915)
- Karlův vojenský kříž (1917)
- Leopoldův řád I. třídy s válečnou dekorací (1918)

### Zahraničí
- Řád Medžidie II. třídy (1906, Osmanská říše)
- Železný kříž II. třídy (1916, Německo)
- Železný kříž I. třídy (1917, Německo)
- Řád červené orlice I. třídy (1917, Německo)
- Řád pruské koruny II. třídy (1917, Německo)